# Frank James

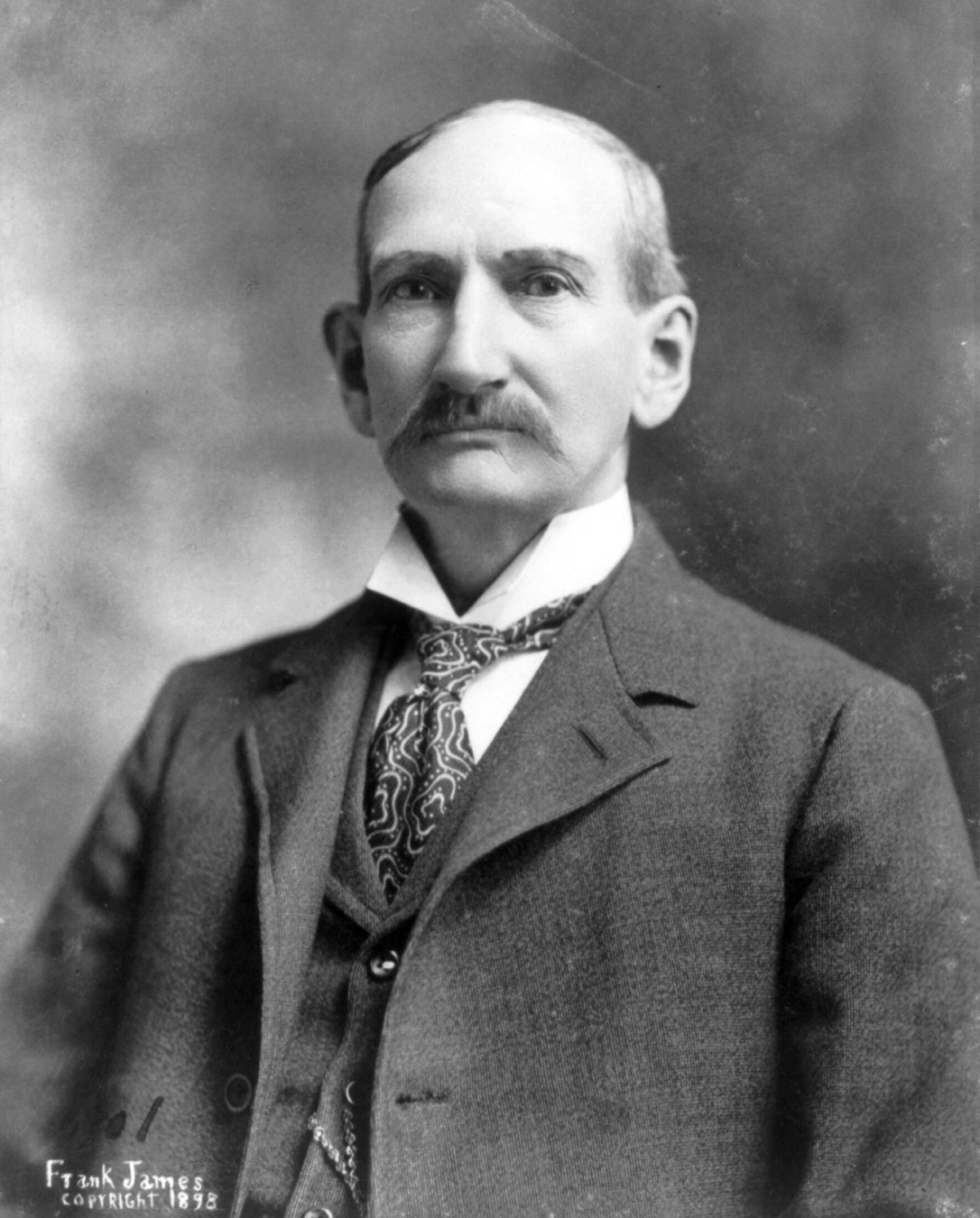
Frank James (1898)

Alexander Franklin James (* 10. Januar 1843 in Kearney, Clay County, Missouri; † 18. Februar 1915) war ein US-amerikanischer Bandit und älterer Bruder von Jesse James. Zusammen mit den Younger-Brüdern bildete das Brüderpaar die berühmte James-Younger-Bande, die im späten 19. Jahrhundert für zahlreiche Bank- und Zugüberfälle in den Vereinigten Staaten verantwortlich war.

## Biografie

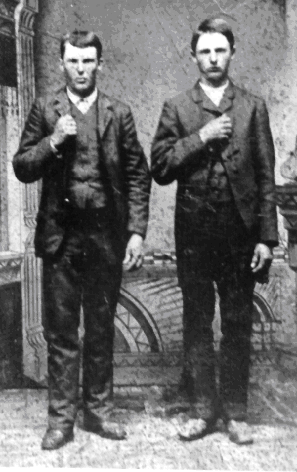
Die Brüder Jesse und Frank James im Jahre 1872

Frank James kämpfte bereits im Jahr 1861 als Achtzehnjähriger im Amerikanischen Bürgerkrieg. Im Jahr 1863 schloss er sich den sogenannten „Bushwackers“ an, einer Guerillatruppe, die die Unionstruppen im westlichen Missouri bekämpfte. Diese Kämpfe wurden mit großer Heftigkeit geführt, nicht zuletzt deswegen, weil sämtliche Beteiligte aus der Gegend stammten und teilweise Nachbarn gegeneinander kämpften. Franks und Jesses Stiefvater Reuben Samuel wurde von der örtlichen Miliz gefoltert, die auf der Jagd nach Frank James und seiner Bande war. Frank James schloss sich einer weiteren Guerillatruppe, den „Quantrills Raiders“ an und nahm 1863 am Massaker an 200 Männern und Kindern in Lawrence (Kansas) teil.
Im Jahre 1864 schloss sich ihm sein 16 Jahre alter Bruder Jesse an und sie kämpften gemeinsam gegen Sympathisanten der Union. Dabei dienten sie unter anderem unter den Kommandanten Bloody Bill Anderson und Archie Clement. Sie nahmen im September 1864 am Centralia-Massaker teil, bei dem 22 unbewaffnete Unionssoldaten aus einem Zug gezerrt und hingerichtet wurden. Im Jahre 1868 hatten sich Frank und Jesse James mit ihrem alten Freund Cole Younger zusammengeschlossen und beraubten die Bank in Russellville.
In den folgenden Jahren verübte die James-Younger Bande zahlreiche Bank- und Zugüberfälle, bis ein fehlgeschlagener Banküberfall auf die First National Bank in Northfield (Minnesota) am 7. September 1876 zur Auflösung der Bande führte. Zwei ihrer Mitglieder starben bei einem Feuergefecht und die überlebenden Mitglieder der Bande, darunter neben den James-Brüdern auch die Brüder Jim, Bob und Cole Younger, trennten sich während der Flucht. Frank und Jesse flohen nach Nashville, wo sie sich falsche Namen zulegten. Frank James führte seitdem ein normales Leben, während sein Bruder Jesse im Jahr 1879 eine neue Bande gründete und weitere Überfälle verübte. 1881 mussten die beiden Brüder erneut flüchten. Frank James trennte sich von seinem Bruder und ließ sich in Virginia nieder. Jesse bezog derweil ein Haus in Saint Joseph, nahe seinem Geburtsort.
Fünf Monate nach dem gewaltsamen Tod seines Bruders Jesse im Jahr 1882 begab sich Frank James nach Jefferson City (Missouri), wo er ein Treffen mit dem damaligen Gouverneur Missouris Thomas Theodore Crittenden hatte. Hier übergab er sich offiziell und freiwillig den Behörden mit den Worten, er sei seit 21 Jahren ein Gejagter gewesen und habe ein Leben stets auf der Flucht geführt, nun habe er genug davon. James ergab sich jedoch auch deshalb, weil vereinbart war, dass er für den Banküberfall in Northfield nicht zur Rechenschaft gezogen würde. Verurteilt wurde er lediglich für zwei Banküberfälle und er saß drei Wochen im Gefängnis in Independence (Missouri) und ein Jahr in Untersuchungshaft in Gallatin, anschließend wurde er freigelassen und zog nach Oklahoma, wo er mit seiner Mutter lebte.
In den nächsten 30 Jahren seines Lebens arbeitete James in verschiedenen Jobs, unter anderem als Schuhverkäufer, dann als Ticketentwerter an einem Burleske-Theater in St. Louis, wo man explizit mit James’ Person Werbung machte, um mehr Kunden anzulocken. Dazu benutzte man den Spruch „Komm und lass’ dir dein Ticket vom legendären Frank James entwerten.“ Weiterhin arbeitete er als Telegraphist in St. Joseph (Missouri) und in seinen letzten Lebensjahren kehrte er auf die Farm seiner Familie zurück, in der sein Bruder Jesse begraben worden war. Für 25 Cent bot er Führungen durch die Farm an. Er starb friedlich am 18. Februar 1915 im Alter von 72 Jahren. Er wurde im Hill Part Cemetery, welches sich in Independence befindet, bestattet.